# Evandale
Evandale – miasto w Australii, w południowej części Tasmanii.